# L'attesa (La Fame di Camilla)
L'attesa è il terzo album in studio del gruppo musicale italiano La Fame di Camilla, pubblicato il 31 gennaio 2012 dalla Universal Music Group.

## Descrizione
Pubblicato a quasi due anni di distanza dal precedente Buio e luce, il disco è stato registrato ad Arezzo presso lo studio dei Negrita ed è stato prodotto da Fabrizio Barbacci, già al lavoro con artisti come Luciano Ligabue, Gianna Nannini e Francesco Renga. L'album è stato anticipato dal singolo Susy e l'Infinito, e si caratterizza per uno stile "maturo".

## Tracce
Testi e musiche di Ermal Meta, eccetto dove indicato.
1. La stagione dell'amore silenzioso – 4:14
2. Crescere – 3:59
3. Solo una scia – 3:57 (Ermal Meta, Giovanni Colatorti, Emanuele Diana, Berardino Rubini)
4. Rivoluzione – 3:48
5. Susy e l'infinito – 3:32 (Luca Chiaravalli, Ermal Meta, Fulvio Arnoldi)
6. La mia parte più debole – 4:06
7. Astronauti – 5:28
8. Giuda – 5:03 (Ermal Meta, Giovanni Colatorti, Emanuele Diana, Berardino Rubini)
9. Niente che ti assomigli – 4:16
10. Un uomo – 4:03 (Ermal Meta, Giovanni Colatorti, Emanuele Diana, Berardino Rubini)
11. L'altra metà – 3:39 (Ermal Meta, Giovanni Colatorti, Emanuele Diana, Berardino Rubini)
12. Bye Bye, Baby – 3:44
13. Un pezzo di cielo in più – 3:48
14. Due Lacrime – 4:07

## Formazione
Gruppo
- Ermal Meta – voce, chitarra elettrica ed acustica, pianoforte, campionatore, sintetizzatore, programmazione
- Giovanni Colatorti – chitarra, sintetizzatore
- Dino Rubini – basso
- Lele Diana – batteria

Altri musicisti
- Fabrizio Barbacci – chitarra elettrica
- Luca Chiaravalli – pianoforte, sintetizzatore
- Lara Pagin – cori
- Renato Di Bonito – cori

## Classifiche
| Classifica (2017) | Posizione massima |
| ----------------- | ----------------- |
| Italia            | 97                |